# Dialan-sur-Chaîne
Dialan-sur-Chaîne – gmina we Francji, w regionie Normandia, w departamencie Calvados. W 2013 roku liczba ludności wynosiła 1069 mieszkańców. 
Gmina została utworzona 1 stycznia 2017 roku z połączenia dwóch ówczesnych gmin: Jurques oraz Le Mesnil-Auzouf. Siedzibą gminy została miejscowość Jurques.